# Iris Paxino
Iris Paxino-Gresser, geborene Iris Paxino (geboren 1970 in Bukarest), ist eine Sachbuchautorin.
Iris Paxino wuchs in Rumänien, Griechenland und Deutschland auf. Nach bestandenem Abitur absolvierte Paxino-Gresser Studien in Psychologie, Pädagogik und Literaturwissenschaft an den Universitäten in Stuttgart und Tübingen, die sie mit einer Promotion über Nahtoderfahrungen abschloss. Sie war beruflich als Waldorflehrerin und psychologische Beraterin im Paracelsus-Krankenhaus Unterlengenhardt tätig. 2007 arbeitete sie in der Geschäftsleitung einer Stiftung. Paxino-Gresser hat eine eigene psychologische Praxis in Stuttgart, die esoterische Praktiken wie Dialog mit den Geistern von Verstorbenen in die Therapie ihrer Patienten einbezieht. Leben mit dem Schmerz wurde ins Rumänische und Brücken zwischen Leben und Tod ins Italienische, Norwegische, Schwedische, Französische und Spanische übersetzt.

## Veröffentlichungen
- Psychologische Auswirkungen von Nah-Todes-Erfahrungen. Wachstumsmotivationsbedürfnisse als Schritte der Selbstverwirklichung. Logos-Vlg., Berlin 2004, ISBN 3-8325-0756-6.
- Leben mit dem Schmerz. Verlag Freies Geistesleben, Stuttgart 2009, ISBN 978-3-7725-3438-6.
- Brücken zwischen Leben und Tod. Begegnungen mit Verstorbenen. Verlag Freies Geistesleben, Stuttgart 2018, ISBN 978-3-7725-2882-8.
- Engelstunden – Gespräche mit der Engelwelt. Verlag Freies Geistesleben, Stuttgart 2021, ISBN 978-3-7725-2944-3.